# Erik Bodman
Anders Erik Gösta Bodman, född 8 januari 1898 i Harlösa församling, Malmöhus län, död 1977, var en svensk journalist och författare.
Bodman, som var son till Johannes Andersson och Kerstin Bodman, avlade studentexamen vid Lunds katedralskola 1916, studerade vid Lunds universitet 1916–1919, genomgick Hvilans lantmannaskola och kontrollassistentkurs 1923. Han var lantbruksbefäl i Sønderjylland och på Lolland 1921–1923, kontrollassistent i Glostorps kontrollförening i Malmöhus län 1923–1925, medarbetare i Skånska Aftonbladet från 1926 och i Kvällsposten från 1950. Han blev styrelsesuppleant i Svenska journalistföreningens södra krets 1939 och styrelseledamot 1943. Han ingick 1927 äktenskap med biblioteksassistent Gulli Isberg, dotter till stadsträdgårdsmästare Gunnar Isberg.